# ShortDAX
shortDAX – jest to niemiecki indeks giełdowy kształtujący się odwrotnie do popularnego indeksu DAX. Indeks shortDAX jest indeksem dochodowym, co oznacza, że przy jego obliczaniu bierze się pod uwagę prawa poboru i dywidendę.